# فرودگاه محلی مالدن
فرودگاه محلی مالدن (به انگلیسی: Malden Regional Airport) یک فرودگاه همگانی بهره‌برداری هوایی با کد یاتا MAW است که یک باند فرود آسفالت دارد و طول باند آن ۱۵۲۴ متر است. این فرودگاه در کشور ایالات متحده آمریکا قرار دارد و در ارتفاع ۹۰ متری از سطح دریا واقع شده است.